# Manzano (Udine)
Manzano is een gemeente in de Italiaanse provincie Udine (regio Friuli-Venezia Giulia) en telt 6845 inwoners (31-12-2004). De oppervlakte bedraagt 30,9 km², de bevolkingsdichtheid is 225,5 inwoners per km².
De volgende frazioni maken deel uit van de gemeente: Manzinello, Oleis, Rosazzo, San Lorenzo, San Nicolò, Soleschiano.

## Demografie
Manzano telt ongeveer 2817 huishoudens. Het aantal inwoners daalde in de periode 1991-2001 met 6,1% volgens cijfers uit de tienjaarlijkse volkstellingen van ISTAT.
| Jaar | Inwoneraantal |
| ---- | ------------- |
| 1991 | 7269          |
| 2001 | 6827          |

## Geografie
De gemeente ligt op ongeveer 71 m boven zeeniveau.
Manzano grenst aan de volgende gemeenten: Buttrio, Corno di Rosazzo, Pavia di Udine, Premariacco, San Giovanni al Natisone, Trivignano Udinese.